# Clomot
Clomot település Franciaországban, Côte-d’Or megyében. Lakosainak száma 121 fő (2022. január 1.). Clomot Châtellenot, Jouey, Allerey, Arconcey, Essey, Le Fête és Mimeure községekkel határos.

## Népesség
A település népességének változása:
| Lakosok száma | 152  | 130  | 122  | 103  | 127  | 132  | 137  | 141  | 134  | 121  |
|               | 1968 | 1982 | 1990 | 2006 | 2013 | 2015 | 2017 | 2019 | 2020 | 2022 |